# Instituto Lexicográfico Iugoslavo

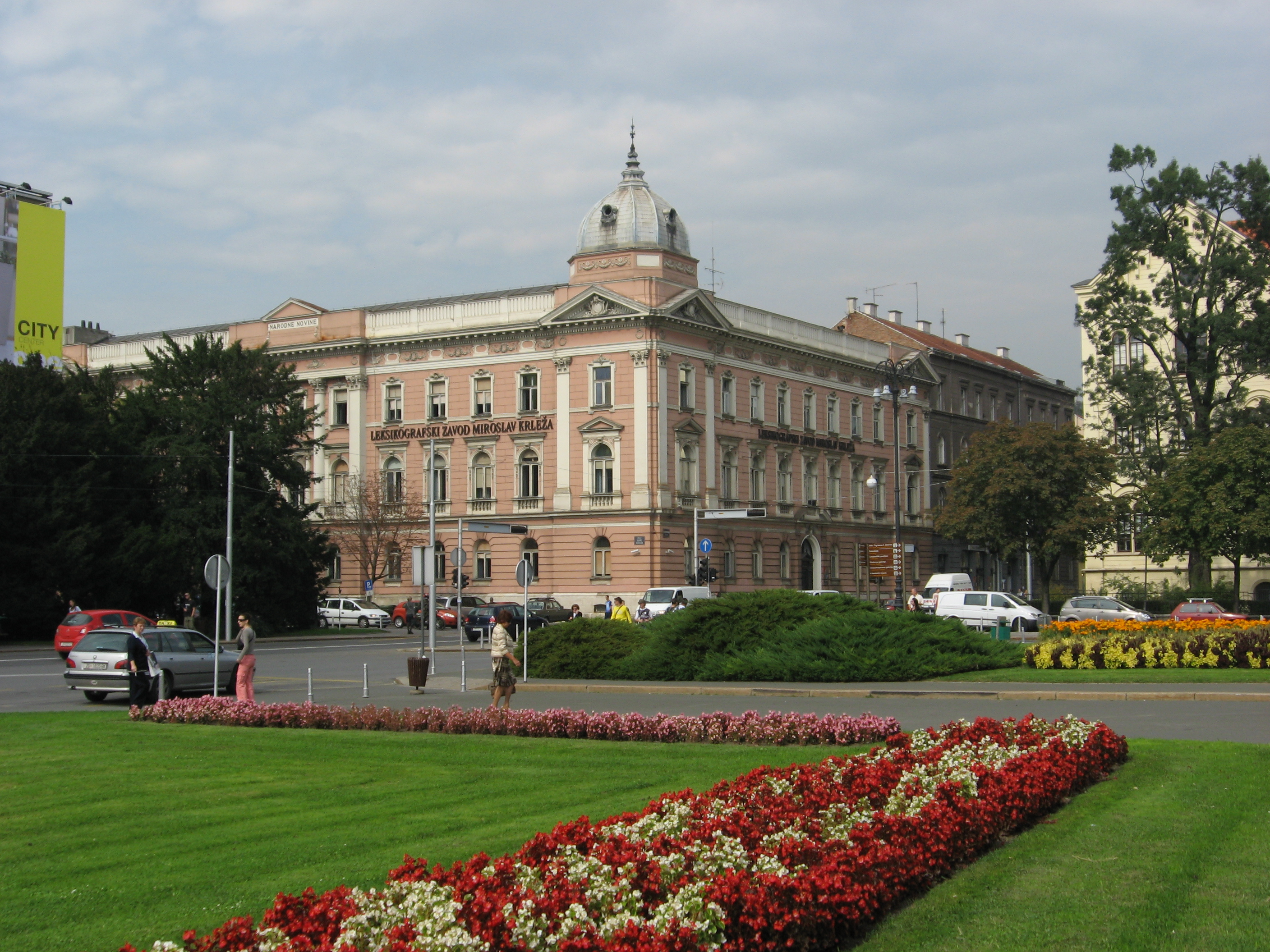
Construção do Instituto lexicográfica Miroslav Krleza em Zagreb.

O Instituto Lexicográfico Iugoslavo (Croata/Sérvio: Jugoslavenski leksikografski zavod, JLZ) foi o instituto nacional lexicógrafo da República Socialista Federativa da Iugoslávia.

## Publicações
- Enciklopedija Jugoslavije (Enciclopédia da Iugoslávia, 1ª ed.: 8 volumes, 1955-1971; 2ª ed.: 6 de 12 volumes previstos, 1980-1990)
- Pomorska enciklopedija (Enciclopédia Marítima, 8 volumes, 1954-1964)
- Enciklopedija likovnih umjetnosti (Enciclopédia das Artes Visuais 4 volumes, 1959-1966)
- Tehnička enciklopedija (Enciclopédia Técnica, 13 volumes, 1963-1997)
- Medicinska enciklopedija (Enciclopédia Médica, 6 volumes, 1967-1970)
- Opća enciklopedija (Enciclopédia Geral, 1ª ed.: 10 volumes, 1955-1964; 2ª ed.: 6 volumes, 1966-1969; 3ª ed.: 8 volumes, 1977-1982)
- Šumarska enciklopedija (Enciclopédia da Engenharia florestal, 3 volumes, 1980-1987)
- Hrvatski biografski leksikon (Enciclopédia Biográfica Croata, trabalho em progresso desde 1983, 6 volumes emitidos)
- Leksikon jugoslavenske muzike (Enciclopédia da Música Iugoslava, 2 volumes, 1984)
- Filmska enciklopedija (Enciclopédia dos Filmes, 2 volumes, 1986-1990)
- Bibliografija rasprava, članaka i književnih radova (Bibliografia de tratados, Artigos e Obras literárias, 14 volumes, 1956-1986)

Algumas outras obras de referência da Iugoslávia são:
- Vojna enciklopedija (Enciclopédia das forças armadas, 1ª ed.: 11 volumes, 1958-1969; 2ª ed.: 11 volumes 1970-1976)
- Mala enciklopedija Prosvete (Pequena Enciclopédia de Prosveta, 1ª ed.: 2 volumes, 1959; 2ª ed.: 2 volumes, 1968-1969; 3ª ed.: 3 volumes, 1978)
- Mala splošna enciklopedija (Pequena Enciclopédia Universal, em língua eslovena, 3 volumes, 1973-1976)
- Enciklopedija Slovenije (Enciclopédia da Eslovênia, em língua eslovena, 16 volumes, 1987-2002)

Todas as obras estão em língua croata ou sérvia, salvo indicação em contrário.